# Talang Makmur
Talang Makmur is een bestuurslaag in het regentschap Ogan Komering Ilir van de provincie Zuid-Sumatra, Indonesië. Talang Makmur telt 1192 inwoners (volkstelling 2010).